# Kibbeling
Il kibbeling è uno piatto della cucina olandese composto da bocconcini di pesce affettato che vengono immersi in una pastella e poi fritti. La parola kibbeling indicava in origine gli scarti (in generale le guance) della pesca del merluzzo (in olandese kabeljauw, una componente importante del cibo popolare olandese nel diciannovesimo secolo.

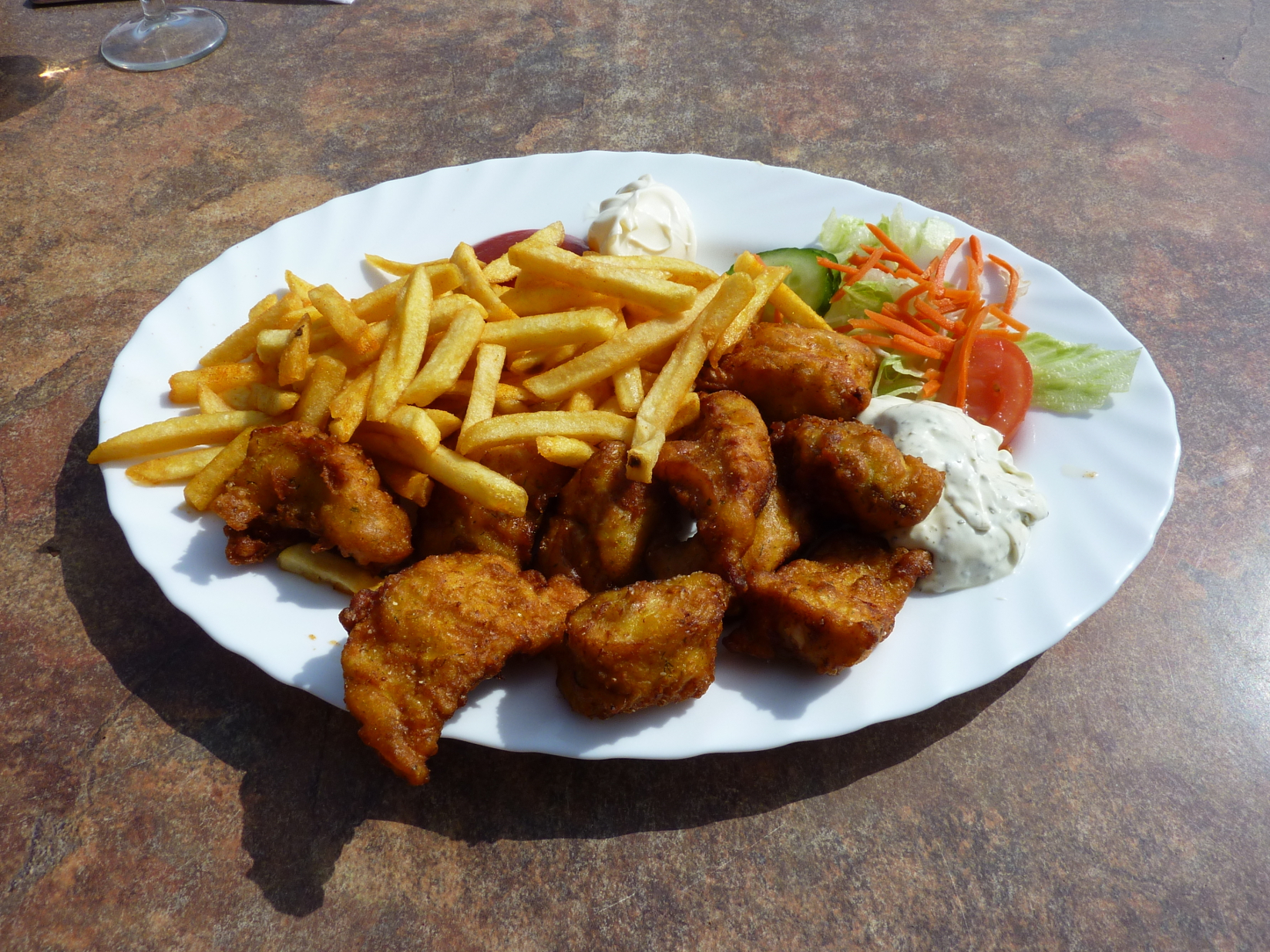
Una porzione di kibbeling servita come piatto principale assieme a patate fritte e insalata

Oggigiorno, vari tipi di pesce bianco vengono lavorati: il più comune è il pollack, ma vengono utilizzati anche il nasello, l'eglefino, il merlano e il merluzzo nero.
Il kibbeling è un piatto versatile: esso infatti viene consumato sia come snack servito in vaschetta (in olandese schotel) direttamente nelle pescherie se esse hanno la funzione di friggitorie, sia come piatto principale al tavolo in ristorante, in genere accompagnato da patate fritte e insalata. In tutte e due le versioni è comunque comune accompagnarlo con salsa cocktail o salsa all'aglio (knoflooksaus).